# Raoul Gunsbourg

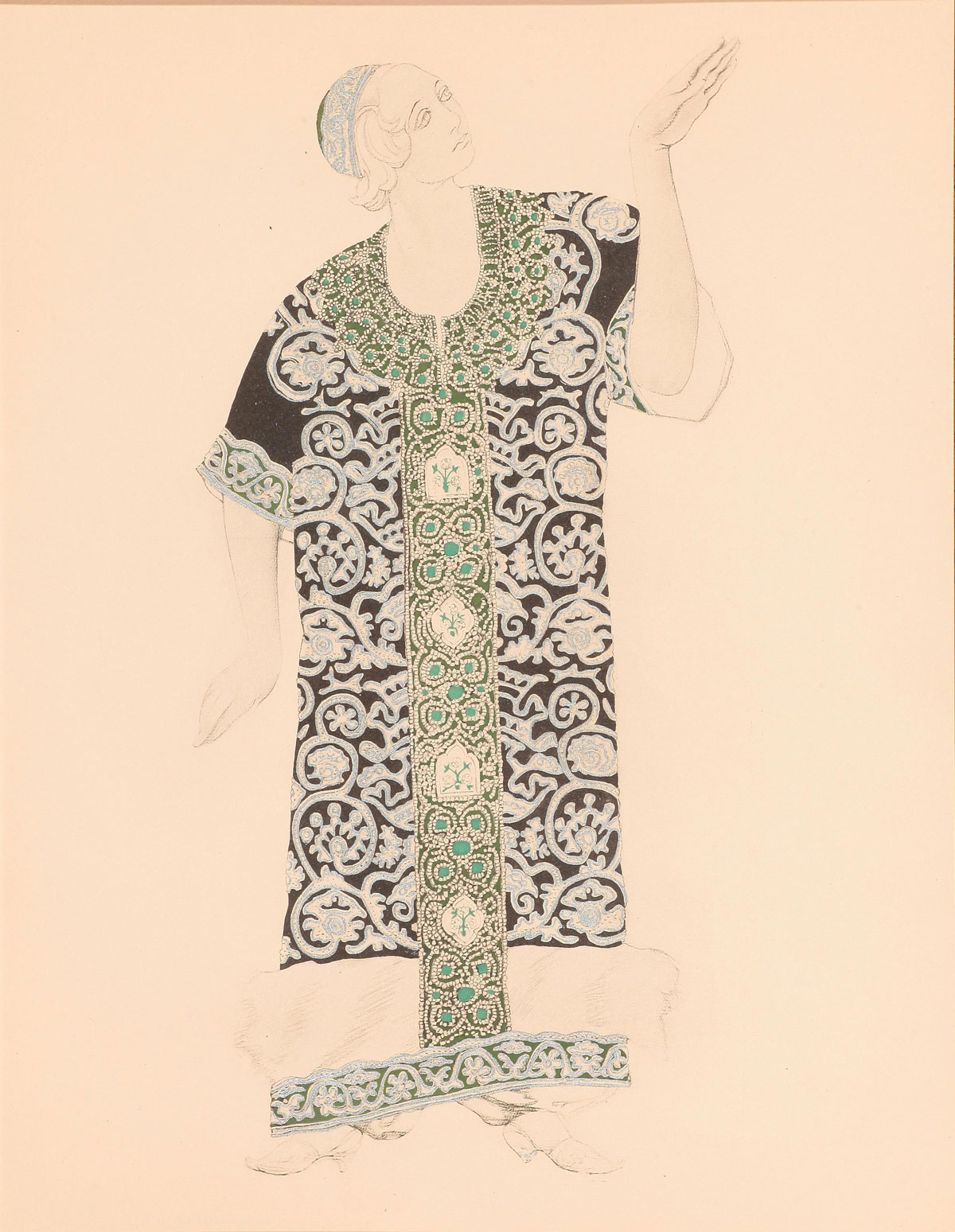
Disegno di costume per Ivan le Terrible di Léon Bakst (1911)

Raoul Samuel Gunsbourg (Bucarest, 6 gennaio 1860 – Monte Carlo, 31 maggio 1955) è stato un direttore teatrale, impresario teatrale, compositore e scrittore rumeno, con origine ebree. Gunsbourg è noto per essere il regista più longevo dell'Opéra de Monte-Carlo, dove la sua carriera è durata quasi sei decenni.

## Biografia
Raoul Gunsbourg acquisì la sua educazione musicale e la sua conoscenza completa della lingua e della letteratura come autodidatta. Frequentò a Bucarest la Facoltà di Medicina che terminò nel 1875. Nel 1877-78 prestò servizio come medico nell'esercito russo durante la Guerra russo-turca. Nel 1881-83 creò e diresse il Gunsbourg's French Opera Stage (Palcoscenico dell'Opera Francese di Gunsbourg) a Mosca e San Pietroburgo. A Mosca Gunsbourg incontrò il compositore tedesco Richard Wagner. Dopo il ritorno in Francia, Gunsbourg diresse il Grand Théâtre de Lille durante la stagione 1888/89 e l'Opéra de Nice nel 1889-91.
Nel 1892, su raccomandazione dello zar Alessandro III di Russia, Gunsbourg fu invitato dalla Principessa Alice, moglie americana di Alberto I Principe di Monaco, a servire come direttore dell'Opéra de Monte-Carlo. Ispirato dall'incoraggiamento e dal sostegno della Principessa Alice, Gunsbourg trasformò l'Opéra de Monte-Carlo in un luogo culturale di livello mondiale. Fu il primo regista d'opera a mettere in scena La damnation de Faust di Berlioz, che a quel tempo era considerata più un oratorio che un'opera, nel suo teatro il 18 febbraio 1893.
Il lavoro di Gunsbourg a Monte Carlo fu brevemente interrotto durante la seconda guerra mondiale. Assistito da membri della Resistenza francese, Gunsbourg fuggì nella vicina Svizzera, sfuggendo all'arresto e alla possibile esecuzione da parte dei nazisti che occuparono Monaco nel 1943 e iniziarono la deportazione della popolazione ebraica. Dopo la fine della guerra, Gunsbourg tornò a Monaco dove continuò a dirigere l'Opéra de Monte-Carlo fino al 1951.

## Lavori teatrali (opere)
- Le Vieil Aigle (The Old Eagle), 1 atto (anteprima 13 febbraio 1909 a Monte Carlo)
- Ivan le Terrible, 3 atti (20 ottobre 1910 a Brussels, Théâtre de la Monnaie)
- Venise, 3 atti (8 marzo 1913 a Monte Carlo)
- Maître Manole, 3 atti (17 marzo 1918 a Monte Carlo)
- Satan, 9 quadri (20 marzo 1920 a Monte Carlo)
- Lysistrata, 3 atti (20 febbraio 1923 a Monte Carlo)
- Les Dames galantes de Brantome, 5 scene (insieme a M. Thiriet e H. Tomasi) (12 febbraio 1946 a Monte Carlo)